# SIKAV
S.I.K.A.V. er de fem nyhedskriterier som bruges til at opbygge
sagprosa (nyhedsartikler).
S.I.K.A.V. står for, Sensation, Identifikation, Konflikt, Aktualitet, Væsentlighed.